# شهرستان رطبه
شهرستان رطبه (به عربی: قضاء الرطبة) یک شهرستان در عراق است که در استان انبار واقع شده‌است.

## خصوصیات
بخش رطبه ۹۳٬۴۴۵ کیلومترمربع مساحت و ۲۴٬۸۱۳ نفر جمعیت دارد.